# سما الشيبي
سما الشيبي والمعروفة ايضًا «بسما ريني الشيبي»، ولدت 1973 في البصرة بالعراق، وهي فنانة تصويرية (فن الفيديو، التصويى، تركيب ادوات الاعلام)والتي دائما تناقش من خلاله فراغات النزاع، كموضوع أساسي.الحرب، المنفى، السلطة، ومحاولة البقاء عادة المواضيع المطروحة في فنها.في معظم اعمالها تستخدم جسدها كرمز للتعبير عن البلد اوالقضية التي تعرضها. والدتها (مها يعقوبي)ولدت في جافا عام 1964. وانتقلت العائلة باكملها الي العراق 1949 تقريبا، إثرالهجرة من فلسطين عام 1948.استقرت العائلة ببغداد وقد تزوجت من والد سما (حميد) في 1968. سما واخواتها ووالديها سافروا إلى البصرة (العراق عام 1981، خلال الحرب مع إيران). قصتها في الرحيل من العراق قد أسردت في فيلمها«وداعا للسلاح» و «إلى اين تحلق الطيور».
لقد نشأت ما بين الشرق الاوسط والامم المتحدة، والتي ارتادت بها المرحلة الثانوية في مدينة ايوا، درست فن التصوير في كلية كولومبيا بشيكاغو، وحصلت على درجة الماجيستير في الفنون الجميلة من جامعة كولورادو ببولدر، في 2005. وكان لها العديد من المعارض في الولايات المتحدة، اوروبا، والشرق الأوسط منذ 2003. وكان لها أيضا معارض منفردة في لندن، دبي، مدينة جواتيمالا، القدس ورامالله. مشروعها «سيلسيلا» عرض في الدورة 55 في فينيسا كجزء من خيمة المالديفز.

## رسالة عنها
سما الشيبي أول رسالة علمية عن سما الشيبي نشرت لمؤسسة «أبيرتشر» بعنوان «رمال مندفعة»، وإحتوت بعض من عملها في سيلسيلا، ومشروع تضمن فيديو وفوتوغرافيا في الصحراءاستغرق من الشيبي خمسة اعوام والذي كان يعرض ندرة المياة في شمال أفريقيا وغرب اسيا.جزء العرض الأول لجزء من هذا المشوع كان في دورة فينيسيا عام 2013.الكتاب أيضا يمثل حلقات أخرى مثل: الثورة، ايدي سلبية ممكنة، والمتشائمين في سياق سيلسيلا والتي تعني «حلقة» أو «رابطة» بالعربية.أول برنامج كتبي لمؤسسة«المنفذ» تضمن كتاب الشيبي كممثل. أول تجربة لمؤسسة «المنفذ» في نشر رسالة علمية عن شخصية عربية كانت عنها.

## الجوائز
- 2014-2015 منحة زمالة فولبريت للبنك الغربي بفلسطين: منحت الشيبي المنحة التشريفية من زمالة فولبريت وانتقلت إلى رام الله مع عائلتها لمدة عام. وهذا العرض كان تحت مسمى: بناء الفنون، الثقافة، والمجتمع. (البرنامج التعليمي للمتحف الفلسطيني).[6]
- 2013 جائزة المنح المجتمعية المميزة لعام 1885التابعة لجامعة اريزونا: الشيبي كانت ضمن أربعة اشخاص منحوا جائزة المنح المجتمعية المميزة لعام 1885، المدعمة من خلال مؤسسة "مجتمع المملكة العربية" 1885، برعاية مكتب رئيس الاتحاد العربي. هذه الجائزة تمنح لذوى الأداء الذي تميز في خلال متوسط مشوارهم المهني بالجامعة خاصة في مجال التدريس، والبحث، والتوعية للجمعية العربية.[7] المشرفين وومدرسي الجامعة القائمين على مراجعة أسماء المرشحين معلقين على أعمالها " لقد تميز فنها بالتعبير عن قضايا الشرق الأوسط، الأنثى، الجسد، الإسلام، والاغتراب.[8]
- 2008 جائزة تمكين التفاحة الكريستال، جائزة المجتمع للتعليم الفوتوغرافي، جائزة جوريد للتعليم المحلي
- 2008 جائزة الامتياز في تعليم التصوير، مركز التابع لسانتافا)-تنويه مشرف-و جائزة جوريد للتعليم المحلي[9]
- 2007 جائزة الثقة للمراجعة النثوية، لندن، المملكة المتحدة

## المشاريع
- المربوط، 2012، فن الفيديو.[10]
- التحليق، 2012، فن الفيديو
- هو، 2011 (معرض منفرد بدبي) هو مشروع يحتوي على وسائل فنية متعددة[11]
- الإمبراطورية من. هو، 2011، ابراز الرسم على القماش مع الصوت
- الحاكم من، هو، 2011، تماثيل العرش الخشبي بصوت
- الاب من، هو، 2011، فن الفيديو
- الاخ من، هو، 2011، فن الفيديو
- الابن من، 2011، فن الفيديو
- الثورة، 2011، فن الفيديو
- الرأس الحربي، التصوير، 2010[12]
- الأيادي الممكنة للسالب، التصوير، 2010.[13]
- غياب/حضور من بغداد ذكريات/حروب، فن الفيديو بالتعاون مع دينا الديب، 2010
- المندثر/الباقي من بغداد ذكريات/حروب، 2010 فن الفيديو بالتعاون مع دينا الديب
- الثبات/الفوضى من بغداد ذكريات/حروب، 2010، فن الفيديو بالتعاون مع دينا الديب[14]
- نهاية سبتمبر، 2010، 16 دقيقة، فيلم درامي روائي قصير، شاركها الكتابة وقام بإخراجه علاء يونس.[15]
- الفراخ، 2009، فن الفيديو التجريبي
- جبان، 2010، فن الفيديو التجريبي
- اجتياح، 2010، فن الفيديو التجريبي
- الأنهار، 2009، 58 دقيقة، فيلم تسجيلي عن لاجئي العراق بالأردن[16]
- الطائر يرتدي البرتقالي، 2009، فن الفيديو
- ما بين نهرين، 2008، فن الصوير
- واضطرابات أخرى، 2007-2008، فن التصوير
- كل ما اريده لعيد الميلاد المجيد، 2007، فن الفيديو.[17]
- في هذه الحديقة، 2006، فن التصوير[18]
- حق ولادة، 2005، فن التصوير[19]
- إلى ما تحلق إليه الطيور، 2008، فن الفيديو[20]
- زمان: إني أتذكر، 2002-2004.[21]

## الاحتراف
حصلت على البكالوريوس في التصوير من كلية كولومبيا بشيكاغو، والماجيستير في الفنون الجميلة (التصوير، الفيديو، والإعلام الجديد) بجامعة كولورادو ببولدر.تعمل كأستاذ منتسب في التصوير بجامعة أريزونا. وشاركت كعضو منتخب لمجلس الإدارة المحلي للمجتمع للتصوير التعليمي (2009-2013). أسست
الجماعة النثوية قبل المغادرة في 2009. وكلت من قبل الولايات المتحدة الأمريكية لتمثيل قسم الولايات للفنون إلى الإمارات العربية المتحدة من 21-30 مايو 2012.